# آلن ويك
آلن ويك (بالإنجليزية: Alan Wake)‏ هي لعبة فيديو رعب نفسي طورتها ريميدي إنترتيمنت ونشرتها مايكروسوفت جيم ستوديوز. صدرت لجهاز إكس بوكس 360 في عام 2010 كلعبة حصرية ولاحقا لمايكروسوفت ويندوز في  2012. آلن ويك تشابه المسلسلات التلفزيونية من حيث الحلقات، حيث اللعبة تتكون من ست حلقات وتم لاحقا إضافة حلقتين كمحتوى إضافي.

## موجز
الكاتب آلن ويك هو أفضل كاتب لروايات الرعب. مر آلن بأزمات نفسية وقال انه لا يستطيع الكتابة بعد الآن، وتوقفت أحلامه وبدأ يعاني من الأرق.
في بداية اللعبة آلن يسافر إلى عيادة دكتور نفسي ليبدأ معالجته من الأرق، وهذه العيادة تقع إلى قرب بلدة صغيرة في واشنطن بعيدة عن أسلوب الحياة العصري حيث توجد المناطق الحضرية والجهد. بعد فترة من وصولهم إلى البلدة في أحد الأيام يسمع ألن صوت زوجته أليس تصرخ طلبا للمساعدة عندما يصل إليها يتم سحب أليس إلى أعماق مياه البحيرة القريبة من قبل قوة غامضة، يقفز ألن محاولا إنقاذها لكن يغمى عليه ويستيقظ في مكان آخر دون أن يستطيع تذكر كيفية وصوله هناك.

## شخصيات اللعبة

صورة من داخل اللعبة.

- آلن ويك : هو بطل اللعبة روائي مشهور حقق أفضل المبيعات، يذهب إلى بلدة جبلية تدعى «برايت فولز» لقضاء إجازة والبعد عن الأضواء.
- أليس ويك : زوجـة آلن.
- دكتور إيمل هارتمان: طبيب نفسي.
- باري ويلر: صديق آلن المقرب.

## وصلات خارجية
- آلن ويك على موقع IMDb (الإنجليزية)
- آلن ويك على موقع أول موفي (الإنجليزية)

- الموقع الرسمي على الأكس بوكس 360
- الموقع الرسمي على Remedy